# Александар Б. Недељковић
Александар Б. Недељковић (Београд, 1950) српски је књижевни историчар, теоретичар, преводилац, педагог, уредник и популаризатор научне фантастике. Професор универзитета у пензији.

## Биографија
Рођен је у породици филмских и медијских радника — Божидара В. Недељковића (1923—2004) и Радмиле Б. Петровић-Недељковић (1926-2008).
Дипломирао 1973. на Филолошком факултету у Београду, група Енглески језик и књижевност; магистрирао 1976, а докторирао 1994. Двадесет пет година радио у Десетој београдској гимназији као професор енглеског језика. Од 2002. године до мировине радио као доцент и професор предмета Енглеска књижевност на Катедри за енглески језик и књижевност на Филолошко-уметничком факултету – ФИЛУМ-у, Универзитета у Крагујевцу.
Објавио је око 400 популаризаторских, стручних и научних чланака о НФ жанру, углавном у Емитору, али и у иностраним и српским научним часописима.
Превео је преко 250 прича и око 70 књига; углавном научнофантастичне романе, али и десетак књига из области популарне науке, нарочито квантне физике и космологије, као и историјска и политичко-публицистичка дела.
Био је од 1981. године активан члан Првог српског фандома, и Друштва љубитеља фантастике „Лазар Комарчић“ у коме је 1987. до 1994. године, био секретар. Као уредник прозина Емитор, историограф фандома и секретар друштва имао је битну улогу у очувању и обнови „Лазара Комарчића“ током кризних 1990-их.
Први је у земљама бивше Југославије почео да предаје научну фантастику као наставни предмет књижевности, и то као двосеместрални обавезни предмет на четвртој години студија англистике у Крагујевцу.
Оснивач Српског друштва за научну фантастику.
Неки стручњаци, попут Зорана Живковића, сматрају да је име српског писца научне фантастике Константина Тезеуса у ствари Недељковићев псеудоним.

## Награде и признања
- Награда „Лазар Комарчић“ за преводилачки рад објављен 1984. (Паване)
- Награда „Лазар Комарчић“ за преводилачки рад објављен 1985, са Браниславом Бркићем, (Кантикулум за Лајбовица)
- Награда „Лазар Комарчић“ за преводилачки рад објављен 1987. („У арени прозе“)

## Одабрана дела
- Научнофантастични филм, Београд, 1974. (спаљен тираж из цензорских разлога)
- „Књижевна обрада путовања у свемир као теме у америчкој научнофантастичној књижевности 20. века“. Филолошки факултет Универзитета у Београду. Необјављен магистарски рад, одбрањен 1976.
- Наших 110 SF година (брошура), самиздат, Београд, 1983.
- Свет научне фантастике (брошура), самиздат, Београд, 1983.
- Историја српске научне фантастике (брошура), самиздат, Београд, 1985.
- Историја хрватске научне фантастике (брошура), самиздат, Београд, 1985.
- „Британски и амерички научнофантастични роман 1950-1980 са тематиком алтернативне историје (аксиолошки приступ)“. Филолошки факултет Универзитета у Београду. Докторски рад, одбрањен 1994.
- „О песми ‘Унутрашње море’ Урсуле К. Ле Гвин“. Крагујевац, часопис Наслеђе Филолошко-уметничког факултета – ФИЛУМ-а, бр. 1, мај 2004, стр. 105-113.
- Крагујевац, Наслеђе 3, година 2004, стр. 151-152.
- „О ноћи 16. јуна 1816. на Женевском језеру“. Београд, часопис Либер, бр. 2, јул-август 2006, стр. 28-33.
- „ Београд, Филолошки факултет, 2007, стр. 247-252.
- Историја британске и америчке цивилизације за студенте англистике – History of the British and American Civilization, for the Students of Anglistics. (уџбеник на енглеском језику). „Утопија“, Београд, 2007. Уџбеник.  979-86-85129-48-3 неважећи .., COBISS.SR-ID 139510796